# Guillochis

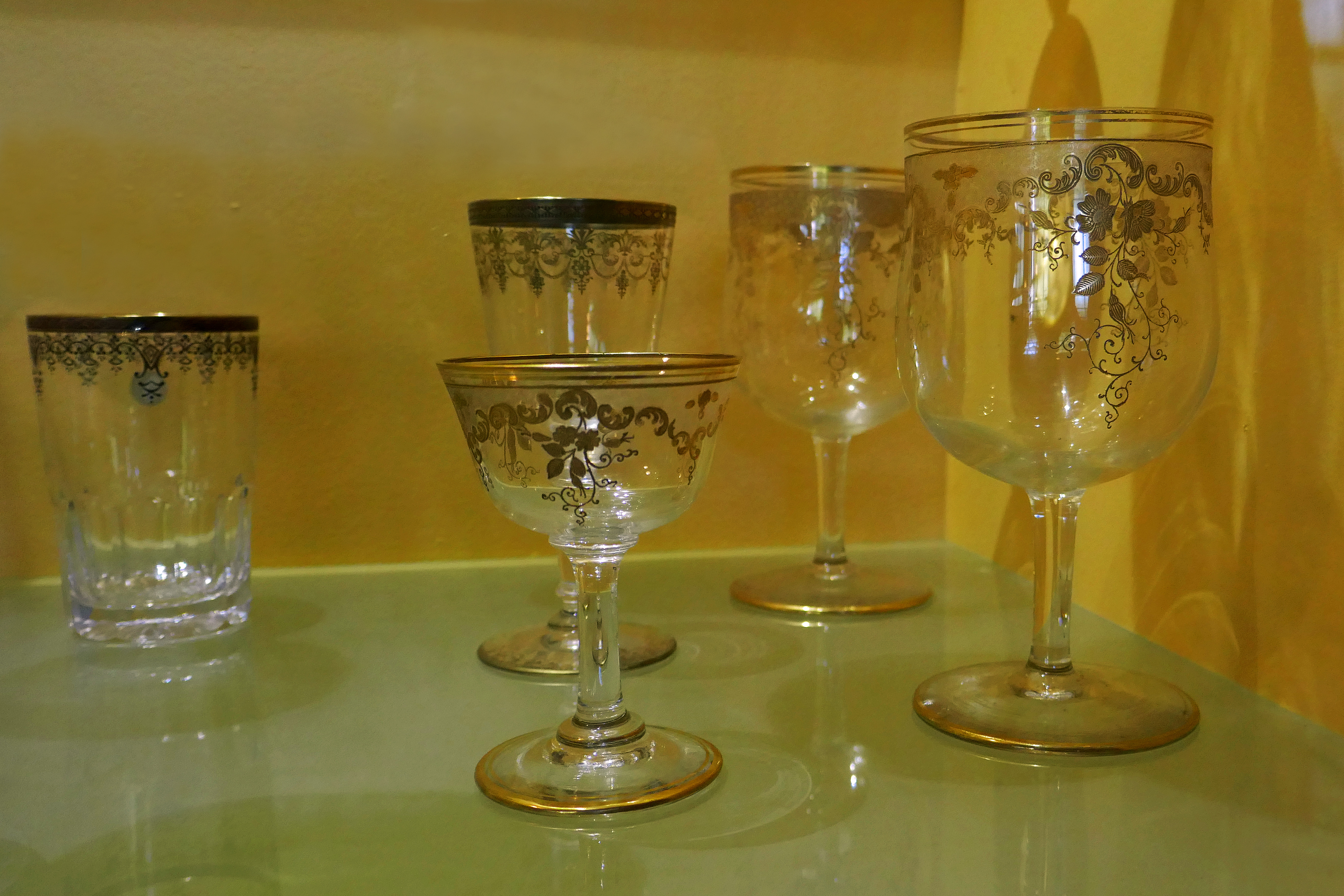
Verres guillochés de la cristallerie de Portieux.

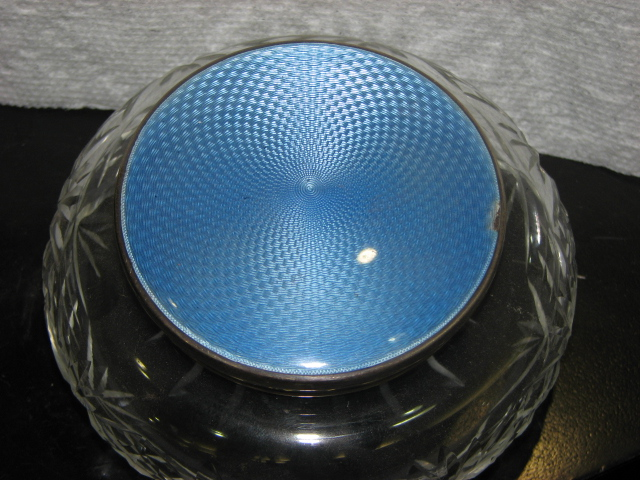
Exemple de guillochis sur un couvercle émaillé.

Un guillochis est un « ornement composé de lignes, de traits ondés qui s'entrelacent ou se croisent avec symétrie ». Cet ornement est aussi appelé guilloché lorsqu’il est obtenu par gravure.
Le guillochis est notamment utilisé en architecture, en horlogerie, en joaillerie, en coutellerie et en ébénisterie,.
Présent sur les billets de banque, et les documents d'identité, le guillochis est aussi un élément de sécurité visant à compliquer la tâche des faussaires.
Certains couteaux, comme des laguioles et des Le Thiers, sont guillochés sur le ressort.